# Maple Valley (Washington)
Maple Valley es una ciudad ubicada en el condado de King en el estado estadounidense de Washington. En el año 2000 tenía una población de 21.020 habitantes y una densidad poblacional de 1.437,2 personas por km².

## Geografía
Maple Valley se encuentra ubicada en las coordenadas 47°21′58″N 122°2′41″O / 47.36611, -122.04472.

## Demografía
Según la Oficina del Censo en 2000 los ingresos medios por hogar en la localidad eran de $67.159, y los ingresos medios por familia eran $70.008. Los hombres tenían unos ingresos medios de $50.623 frente a los $34.097 para las mujeres. La renta per cápita para la localidad era de $24.859. Alrededor del 2,6% de la población estaban por debajo del umbral de pobreza.